# آیدیا
آیدیا (انگلیسی: Idea) شرکت مخابرات هندی است، که در سال ۱۹۹۵ تأسیس شد.